# Arbaletă

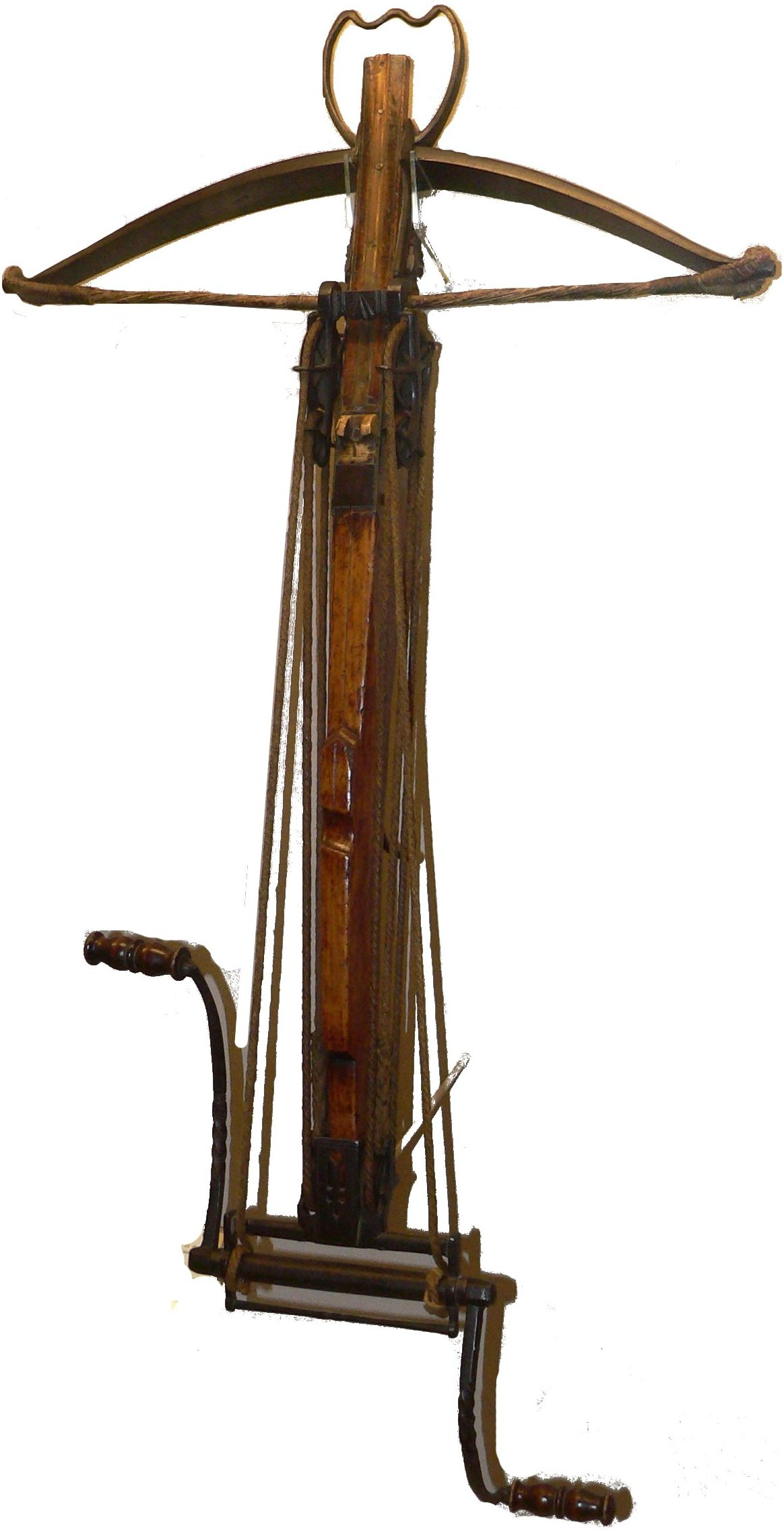
Arbaletă grea, expusă în muzeul castelului Morges din Elveţia

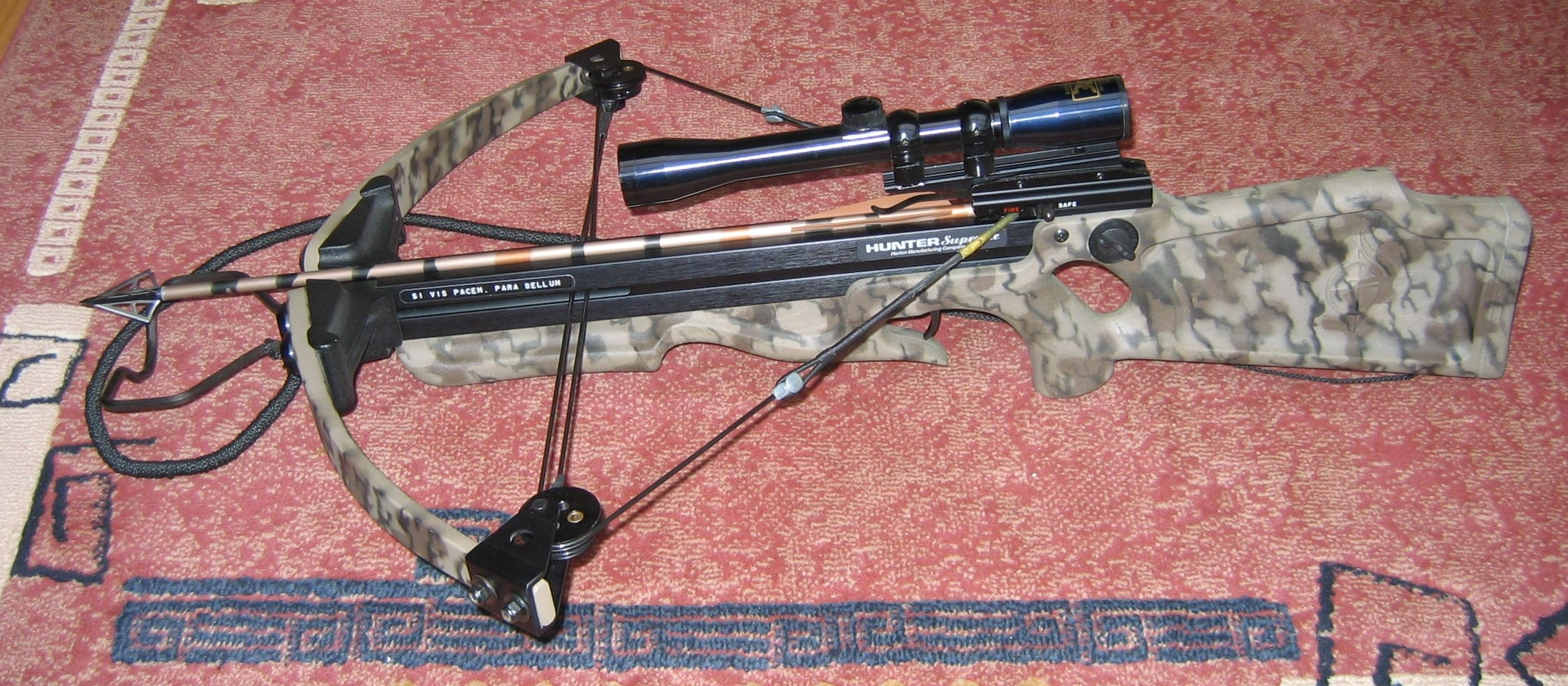
Arbaletă modernă, din materiale compozite, folosită cu scop sportiv

Arbaleta este o armă din Evul Mediu constând dintr-un arc montat pe un suport, care servea la aruncat săgeți sau proiectile.

## Construcție
O arbaletă este dotată cu un pat cu încărcător precum cel al puștilor, un mecanism de blocare pentru menținerea corzii la elongație maximă și un trăgaci pentru eliberarea corzii. 

## Istoric
Primele arbalete personale au fost folosite în scop experimental de romani, dar abia în Evul Mediu arbaleta a avut un rol hotărâtor în bătălia de la Hastings.
Spre deosebire de arcul cu săgeți clasic, ineficient în fața cavalerilor îmbrăcați în armură, arbaleta a fost o armă proiectată pentru a putea trage săgeți care să străpungă și cele mai groase armuri. Pentru aceasta, patul de lemn avea atașat un arc puternic din oțel. Armarea arbaletei nu era posibilă cu forța brațelor.
De aceea, din a doua jumătate a secolului al XV-lea până în secolul al XVII-lea s-a utilizat așa-numita arbaletă cu cric. Trăgătorul întrebuința un cric separat de corpul arbaletei, care se monta numai pentru armare. Arcul era tras cu o cremalieră. Arbaleta cu cric are corpul mai scurt și mai gros.
Arbaleta a fost folosită de armatele occidentale până în jurul anului 1500, când a fost înlocuită de archebuză. 
Săgeata folosită la tragerea cu arbaleta era mai scurtă și mai grea decât cea pentru arc și avea un vârf scurt și greu din oțel, proiectat pentru a penetra mai ușor armurile. Cavalerii medievali considerau că arbaleta este o armă infamă, deoarece orice iobag neexperimentat putea să ucidă într-o secundă, cu ajutorul ei, un cavaler care-și petrecuse tot timpul vieții perfecționându-și tehnicile de luptă. Deoarece arma a avut o faimă atât de rea în rândul cavalerilor, a fost anatemizată de Papa Inocențiu al II-lea în cadrul celui de-al doilea Conciliu ecumenic de la Lateran (1139).

## Situația actuală
În prezent, există arbalete folosite pentru vânătoare, deoarece săgeata lansată are o forță mare de penetrare, bate până la o distanță de 20-30 de metri și are o forță mortală. Cu arbaleta, se pot vâna chiar și căpriori.
Există și arbalete folosite pentru vânătoare subacvatică.
Forțele speciale din armatele multor țări folosesc arbalete de construcție specială, deoarece au o forță letală similară cu un pistol dar sunt complet silențioase.

## Arbaleta și legislația din România
În România, Legea privind regimul armelor și al munițiilor (nr. 295/2004, modificată prin legea 25/2007) definește noțiunea de armă albă ca obiect sau dispozitiv ce poate pune în pericol sănătatea ori integritatea corporală a persoanelor prin lovire, tăiere, împungere și include și arbaleta în această categorie. 
În conformitate cu prevederile acestei legi, arbaletele intră în categoria armelor neletale ce pot fi procurate și deținute numai după notificarea prealabilă a structurii de poliție competentă teritorial.